# 台西五路
台西五路是位于中华人民共和国山东省青岛市市南区西部（即原台西区南部）的一条道路，以“台西”之名称加序数命名。该道路第一次日占时期（1914年－1922年）称，1923年改称台西五路，沿用至今。
台西五路是青岛老城区的一条南北向道路。道路全长338米，车行道平均宽度11米。道路北起磁山路，途经台西纬一路（已注销）、台西纬二路、台西纬三路（已注销）、台西纬四路、台西纬五路，南至贵州路止。原青岛台西五路小学在此设址。青岛贵州路小学改扩建后因安全问题将校门设置在此。由于该道路较为狭窄，又在一侧划定泊车位，因此不适合大型客车通行。